# Ferd Lahur
Fernand „Ferd” Lahur (ur. 28 marca 1929 w Niederkorn, zm. 23 marca 2019) – luksemburski piłkarz, reprezentant kraju, olimpijczyk.
Brał udział w igrzyskach w Helsinkach. Był wówczas piłkarzem zespołu Progrès Niedercorn. W 1953 został mistrzem kraju. W reprezentacji Luksemburga debiutował 13 marca 1949 i do 1959 rozegrał 28 spotkań, w części z nich pełniąc funkcję kapitana. W większości tych spotkań rywalami Luksemburga były kadry B.